# Космічні кораблі Єзекіїля
«Космічні кораблі Єзекіїля» — книга Йозефа Ф. Блюмріха 1974 року, написана в той час, коли він був головним координатором систем НАСА у Відділенні з програм розвитку в Центрі космічних польотів Маршалла. У ній він стверджує, що за його підрахунками видіння Єзекіїля в Біблії було не описом зустрічі пророка з Богом, а зображенням декількох зустрічей з давніми астронавтами у космічному кораблі з іншої планети.
Єзекіїль був старозавітним пророком, який написав про кілька своїх бачень, в якому Бог показав йому майбутнє і дав різні повідомлення для доставки. Блюмріх проаналізував шість різних перекладів Біблії в поєднанні зі своїм досвідом в області техніки, що являє собою один з можливих варіантів трактування стародавньої історії очима сучасного технологічного суспільства. У додатках до книги він представляє технічні характеристики космічного корабля.
Блюмріх також опублікував статтю «Космічні кораблі пророка Єзекіїля» в журналі ЮНЕСКО «Вплив науки на суспільство».